# Darwin Tennis International
Il Darwin Tennis International è un torneo professionistico di tennis giocato su campi in cemento. Fa parte dell'ITF Men's Circuit e dell'ITF Women's Circuit. Si gioca annualmente a Darwin in Australia.

## Albo d'oro

### Singolare maschile
| Anno     | Campione     | Finalista     | Punteggio     |
| -------- | ------------ | ------------- | ------------- |
| 2011     | Isaac Frost  | Nick Lindahl  | 6–1, 4–6, 6–4 |
| 2010     | John Millman | Hiroki Moriya | 6–0, 6–1      |
| 2009 (2) | Jamie Baker  | John Millman  | 6–4, 2–6, 6–3 |
| 2009     | Dayne Kelly  | Jamie Baker   | 6–4, 6–4      |

### Doppio maschile
| Anno     | Campioni                     | Finalisti                  | Punteggio |
| -------- | ---------------------------- | -------------------------- | --------- |
| 2011     | Michael Look Nicolas Meister | Gao Peng Gao Wan           | 6–4, 6–4  |
| 2010     | Colin Ebelthite Adam Feeney  | Chang Yu Xu Jun-chao       | 6–2, 6–2  |
| 2009 (2) | Kaden Hensel Adam Hubble     | Li Zhe Yu Jr Wang          | 6–4, 6–3  |
| 2009     | Matthew Ebden Sadik Kadir    | Jamie Baker Dane Propoggia | 6–4, 7–5  |

### Singolare femminile
| Anno | Campionessa     | Finalista  | Punteggio |
| ---- | --------------- | ---------- | --------- |
| 2011 | Casey Dellacqua | Akiko Ōmae | 6–1, 6–2  |

### Doppio femminile
| Anno | Campionesse                          | Finaliste                         | Punteggio |
| ---- | ------------------------------------ | --------------------------------- | --------- |
| 2011 | Maria Fernanda Alves Samantha Murray | Stephanie Bengson Tyra Calderwood | 6–4, 6–2  |